# Uprockin
Uprockin, inicialmente chamado Rocking ou Rock Dance, também conhecido como Brooklyn Rock ou Burning, é uma dança de rua que simula uma luta, surgiu em Brooklyn (Nova Iorque) em 1967, criada por Rubber Band e Apache, executada ao som das batidas fortes do rock n roll híbrido, misturado com funk ou com soul (por exemplo "It's Just Begun" de jazz Jimmy Castor). A dança baseada na salsa e Latin Hustle, desenvolveu movimentos corporais ”jerks” e de mãos “burns”. Atualmente esse estilo de dança é misturado dentro da técnica do toprock do break dance.
Tornou-se normal membros de gangs dançarem uns contra os outros em batalhas, assim surgindo festivais de Rocking. Crazy Rob foi o organizador do primeiro evento de Rocking. Em 1977, ocorreu no Bronx um dos maiores concursos regionais de Nova Iorque, organizado pelo The Hoe Ave Boys Club.

## História
Em 1967, a dança de rua Rocking foi criada por Rubber Band e Apache em Bushwick no distrito de Brooklyn (Nova Iorque).  enquanto alguns dizem que foi desenvolvido no distrito do Bronx.
A dança foi baseada na salsa e Latin Hustle, com movimentos dos dançarinos Fred Astaire e Gene Kelly, com embaralhamento dos pés, giros, quedas, estilo livre. À medida que o Rocking se desenvolvia, foram criados movimentos corporais chamados "jerks" e gestos de mão chamados "burns"; adicionados para emular uma luta contra um dançarino adversário. Dançarinos em toda a cidade de Nova York continuaram a inventar novos movimentos e gestos para criar uma dança de rua. Muitos membros de gangues começaram a dançar, tornando-se competitiva, popularizando rapidamente.

### Início de 1970
No início da década de 1970, o Rocking evoluiu e tornou-se uma dança local executada principalmente por homens adolescentes em Nova York, onde os melhores dançarinos dançavam principalmente nos clubes de Manhattan, onde eram apresentados diferentes estilos e incorporavam alguns dos movimentos em seu próprio estilo de dança.
Tornou-se normal membros de gangs dançarem uns contra os outros na forma de duelos/batalhas, assim surgindo festivais de Rocking. Era comum ver em festas de quarteirão, danças de adolescentes e reuniões em festivas, e em particular no St. Mary's Recreation Center, sul do Bronx. 
Em Bushwick Brooklyn, teve dançarinos como Lil Dave, Bushwick Joe, Chuck, Apache, Vinny, Noel, Blackie, Sammy, Papo774, Angel. Em Park Slope e South Brooklyn teve dançarinos como Spice One, Lil Star, Brother George, Jose e Ron de J&R Dancers, Paydro, Eve Rock, Nako Avatar, Burn One, Viejo, Slinky, Batman, Twins IND's e Eddie Santana. Em Manhattan e no Bronx havia dançarinos como Dee Dee, Rubberband, Mexico, Salsa, Mike Dominquez, Danny Rodriguez, Markie D, Ito, Kid Terrific, Choco, Shaky, Willie Marineboy, Willie (Whip) Rivera, Frank Rojas, Enoch Torres, Robert (Lucky) Feliciano, Hector Barrios, Pete Martinez.
Algumas batalhas de dança criaram problemas devido o estilo desrespeitoso, que foi retirado do South Bronx por causa das brigas que aconteceriam durante alguns encontros. Brooklyn, no entanto, manteve vivo esse estilo de Rock Battle Dancing até hoje.
Alguns dos melhores dançarinos do Bronx dançaram profissionalmente com a "Latin Symbolics Dance Company", primeira equipe profissional de dança de rua urbana na história de Nova York, fundada em 1972 como uma equipe Mambo por George Vascones RIP, que também foi presidente do Companhia de Dança.

### Final de 1970
A dança rocking era levada a sério, pois era parte do cotidiano, tinha prêmios em dinheiro, mulheres, direitos de se gabar, eram todos cobiçados. Para os melhores iam os despojos, os dançarinos às vezes competiam por suas respectivos uniformes/jaquetas, imitando a mentalidade das gangues onde o membro pegava as "cores" (jaqueta com insígnia de gangue) do membro de uma gangue rival. Prática feita principalmente no Brooklyn, onde o a dança permaneceu um pouco primitiva, com a mentalidade de queimar o dançarino oponente com gestos desrespeitosos. Semelhante à idiossincrasia de gangue, foi considerado uma humilhação grave, sendo assim, uma das maiores apostas em uma batalha. Ao perder a jaqueta, às vezes perderia seu apelido e/ou o nome de sua equipe.
Enquanto outros dançarinos foram aclamados pela crítica por dançar nas competições no estado, os roqueiros do Brooklyn mantiveram seu estilo de jerks e burning em competições locais. Mas, alguns pouco competiram regionalmente contra os melhores dançarinos de outros bairros em competições nos clubes, como: The Bon Sua, The Footsteps, Latin Times e Starship Discovery, alcançando o top 5. Em 1977, um dos maiores concursos de rocking da cidade foi organizado pelo The Hoe Ave Boys Club no Bronx. Dançarinos de todos os bairros competiram, foi vencido por Hector Barrios e Pete Martinez da Latin Symbolics Rock Team.

### Dança rock hoje
Ainda existem Rock Dance Crews (equipes) ativo, como: a VII Gems Rock Division, Mastermind Rockers, The Bronx Boys, Dynasty Rockers, Time 2 Rock (CA), Forever We Rock (CA), Breaks Kru, Rock Lordz (MN, KS, NV), Ready to Rock, Incredible Rockers e, For The Rock (Rússia). Há uma presença ativa da dança Uprocking na Internet no YouTube, Facebook e outras plataformas, bem como competições de Rock em todo o mundo em vários eventos de dança.

## Etimologia
Ninguém sabe ao certo de onde veio o termo "Rocking". Pode ter sido que por causa da natureza de conflito  que tem a dança, o coloquialismo de "Rocking" como o oponente. Um exemplo seria descrever um lutador triunfante dizendo: "Ele detonou com aquele cara".
Outra escola de pensamento é que foi chamado de "Rock" porque no início os roqueiros dançavam principalmente uma faixa específica de músicas de rock and roll que se enquadravam na categoria do híbrido rock com funk; uma coleção específica de músicas que continham uma batida forte, como por exemplo "It's Just Begun" de Jimmy Castor, a versão de "Sex Machine", de James Brown. Essas não são exatamente soul nem rock and roll, mas forneceram o tipo de batida forte que alimenta o estilo de dança Uprock.
Um panfleto de salão de dança anunciando um "Rock Contest" confundiria alguns que não estavam familiarizados com o termo Rocking relacionado a essa forma específica de dança. Os indivíduos apareciam em um evento de festa organizado esperando um show de rock confundindo o evento como uma "dança rock and roll". Após cerca de uma década desde a sua criação, "Rocking" ficou conhecido como "Uprocking". Era a mesma dança com um nome diferente.